# Wet schuldsanering natuurlijke personen
De Wet schuldsanering natuurlijke personen of Wsnp is een Nederlandse wet uit 1998, die burgers een mogelijkheid biedt in een situatie waar zich door eigen toedoen te veel schulden hebben opgehoopt, tot een regeling met de schuldeisers te komen en tot een toekomst zonder invordering van schulden. De regels uit deze wet zijn onderdeel geworden van de Faillissementswet. De Wsnp is van toepassing op natuurlijke personen, niet op eenmanszaken, vennootschappen onder firma en rechtspersonen, daarvoor bestaan andere regelingen uit de Faillissementswet zoals een surseance van betaling. Per 1 juli 2023 zijn gewijzigde regels in werking getreden.

## Achtergond en functie
Toepassing van de Wsnp is een juridische maatregel die kan worden ingesteld als vorm van zakelijk financiële hulpverlening aan een natuurlijk persoon, gericht op het veranderen van gedrag dat tot dan toe structureel tot het maken van schulden voerde. De rechter spreekt op verzoek van schuldeiser of schuldenaar het faillissement uit indien voldoende vaststaat dat deze persoon is opgehouden zijn schulden te betalen. De rechtbank wijst ook een Wsnp-bewindvoerder aan. Doorgaans beschikt de schuldenaar over onvoldoende vermogen om alle schuldeisers te kunnen voldoen. Het faillissement wordt dan opgeheven zonder dat alle schuldeisers volledig zijn betaald. Een rechtspersoon, bijvoorbeeld een besloten vennootschap, houdt na het faillissement op te bestaan, waardoor de schuldeisers geen verhaal meer hebben. Bij een natuurlijk persoon blijven de resterende schulden echter na opheffing van het faillissement gewoon bestaan en kunnen worden ingevorderd. Deze schulden blijven dus in principe levenslang of - bijvoorbeeld in het geval een erfenis wordt verkregen - lang bestaan, tenzij de schuldenaar de schulden af kan betalen of een akkoord kan sluiten. Deze situatie werd onwenselijk geacht. De wet schuldsanering natuurlijke personen tracht een oplossing te bieden door middel van een schuldsaneringsregeling.
De wettelijke schuldsaneringsregeling is bedoeld voor degenen die buiten hun schuld ("te goeder trouw") in een problematische schuldsituatie terecht zijn gekomen. De regeling duurt in beginsel drie jaar. Indien de rechtbank na verloop van die drie jaar oordeelt dat de schuldenaar zich aan zijn uit de regeling voortvloeiende verplichtingen heeft gehouden, wordt hem de zogenaamde schone lei gegeven. De schone lei betekent dat de schulden die bestonden op het moment dat de schuldsaneringsregeling is uitgesproken niet langer afdwingbaar zijn. Wordt de schone lei niet gegeven, dan blijven de schulden bestaan. Bij een psycho-sociale achtergrond van natuurlijke personen met een schuldenproblematiek, kan een beschermingsbewind worden ingesteld.
Na afronding van het traject blijven de schulden bestaan als natuurlijke verbintenis, de schuldenaar is op grond daarvan gehouden op vrijwillige basis terug te betalen maar kan daar door de schuldeisers niet meer toe worden gedwongen.

## Schuldsanering
Een verzoek om te worden toegelaten tot de schuldsaneringsregeling kan worden ingediend als aan een aantal voorwaarden is voldaan, zo moet er een betalingsplan zijn opgesteld. Het verzoek moet, voorzien van een aantal verplichte bijlagen, bij de rechtbank worden ingediend. Bijstand door een advocaat is daarbij niet nodig. De rechtbank roept de schuldenaar (degene die in de schuldsanering wil) over het algemeen op om te verschijnen op een zitting. Op deze zitting moet de schuldenaar zijn verzoek toelichten en kan de rechter vragen stellen over de situatie van de schuldenaar en over de schulden. Na de zitting wordt het verzoek beoordeeld. Het kan zijn dat de rechtbank nog nadere stukken opvraagt.
De rechtbank beoordeelt het verzoek aan de hand van de criteria van artikel 288 van de Faillissementswet.
De rechter kan het verzoek uitsluitend toewijzen als de schuldenaar zelf voldoende aannemelijk maakt dat:
- de schulden niet langer kunnen worden  betaald;
- er goede trouw was bij de schulden die in de afgelopen vijf jaar zijn ontstaan of onbetaald zijn gelaten. Voorbeelden van schulden waarvan het vaak lastig is om aan te tonen dat ze te goeder trouw zijn ontstaan, zijn boetes bij het CJIB of grandioze overbesteding (bijvoorbeeld op het moment dat de schuldenaar zijn schulden al niet meer kan afbetalen sluit hij nog een lening af). Bij schulden die zijn ontstaan door regelmatige overmatige alcoholconsumptie of gokgedrag moet worden aangetoond dat men het gedrag structureel over een langere periode heeft veranderd.
- de verplichtingen die uit de schuldsanering voortvloeien naar behoren zullen worden nagekomen en hij zich in voldoende mate zal inspannen om geld te "sparen" voor de schuldeisers (eventueel met hulp van een budgetcoach, vaak met een bewindvoerder).

Voor de laatste twee voorwaarden geldt dat de rechter een uitzondering kan maken als de schuldenaar aantoont dat hij de omstandigheden die bepalend zijn geweest voor het laten ontstaan of onbetaald laten van de schulden, onder controle heeft gekregen. Dit wordt de "keer-ten-goede" genoemd. Een voorbeeld: de schuldenaar is in de schulden gekomen door een gokverslaving, maar hij kan aantonen dat hij al een jaar niet meer gegokt heeft.
Ondanks het voorgaande is de rechter op grond van de wet verplicht om het verzoek af te wijzen:
- als de schuldsaneringsregeling al van toepassing is op de schuldenaar;
- als er geen "minnelijk traject" heeft plaatsgevonden. Een minnelijk traject betekent dat een daarvoor gekwalificeerde instelling probeert om aan de schuldeisers een aanbod te doen, gebaseerd op het inkomen van de schuldenaar, waarna de rest van de schuld wordt "kwijtgescholden". Volgens de gedragscode die deze instellingen moeten hanteren, mag het minnelijk traject alléén doorgang vinden als alle schuldeisers het aanbod accepteren. Vaak mislukt daardoor het minnelijk traject. Voorwaarde om te worden toegelaten tot de schuldsaneringsregeling is dat in ieder geval een reëel aanbod is gedaan;
- als de schuldenaar schulden heeft die voortvloeien uit een veroordeling voor een misdrijf, als deze veroordeling heeft plaatsgevonden binnen vijf jaar voordat het verzoek tot schuldsanering is gedaan. De rechter mag, indien hij daar reden toe ziet, zelfs een langere termijn in acht nemen. Het gaat hier bijvoorbeeld om geldstraffen of veroordelingen door de strafrechter tot schadevergoeding aan een slachtoffer;
- als minder dan 10 jaar voordat het verzoek tot schuldsanering is gedaan, de schuldsaneringsregeling al van toepassing is geweest op de schuldenaar. Hierop kan onder bepaalde omstandigheden een uitzondering worden gemaakt als de schuldsaneringsregeling destijds is beëindigd om redenen die de schuldenaar niet toe te rekenen zijn.

Wanneer de rechter de toepassing van de Wsnp uitspreekt, zal de rechter tegelijkertijd een Wsnp-bewindvoerder en een rechter-commissaris aanwijzen. De Wsnp-bewindvoerder is vergelijkbaar met een curator in een faillissement. Deze bewindvoerder is geen hulpverlener, het is iemand die er in opdracht van de rechtbank op toeziet dat de saniet (iemand die in de schuldsaneringsregeling zit) zijn verplichtingen in het kader van de schuldsaneringsregeling nakomt. De saniet beheert zelf zijn eigen geld en betaalt bijvoorbeeld de eigen vaste lasten. Net als bij een faillissement wordt de naam van de saniet gepubliceerd in de Staatscourant. Wanneer de schuldsaneringsregeling van toepassing is verklaard vervallen in de meeste gevallen alle beslagen die gelegd zijn, en moeten schuldeisers hun vordering ter verificatie aan de bewindvoerder overleggen. De rechter-commissaris is een van de rechters van de rechtbank die specifiek aan een bepaalde schuldsaneringsregeling "gekoppeld" wordt. De rechter-commissaris houdt toezicht op de bewindvoerder en oordeelt over allerhande verzoeken die in een schuldsaneringsregeling kunnen worden gedaan, zoals een verzoek om te worden ontheven van de sollicitatieplicht.
Een schuldsanering middels de Wsnp duurt normaal gesproken drie jaar, met een maximum van vijf jaar. Gedurende deze tijd moet de saniet leven van het absolute sociale minimum, het zgn. Vrij Te Laten Bedrag. Al het meerdere dat de saniet verdient wordt op een bankrekening van de bewindvoerder gestort, de boedelrekening. De saniet moet zich inspannen om zo veel mogelijk geld voor zijn schuldeisers te op te brengen. Dit kan dus ook een baanwisseling of verhuizing naar een goedkopere woning inhouden. Uiteraard zal het vermogen van de saniet worden geliquideerd. Dit houdt in dat dingen die waarde hebben, zoals auto's, caravans of dure plasmatelevisies, moeten worden verkocht.
Wanneer de saniet zijn verplichtingen nakomt, zal de rechter na afloop van de sanering een schone lei verstrekken. De schuldeisers worden betaald voor zover er geld verzameld is, en het resterende bedrag van de vordering wordt een natuurlijke verbintenis. De schulden blijven dus wel bestaan, maar schuldeisers kunnen slechts in bepaalde gevallen invorderingsmaatregelen zoals beslaglegging nemen.

### Recofa-richtlijnen schuldsanering
Het landelijk overlegorgaan van rechters-commissaris in faillissementen en surseances van betaling Recofa, heeft richtlijnen vastgesteld voor de aanstelling en/of benoeming van bewindvoerders in schuldsaneringen (Wsnp) en voor het verloop van de procedure, de Recofa-richtlijnen voor schuldsaneringsregelingen. De Europese richtlijn herstructurering en insolventie (2019/1023) is er in verwerkt. Vooraf heeft intensief overleg met betrokken organisaties plaatsgevonden. De richtlijnen worden door veel rechters gevolgd maar zijn niet bindend. Ook zijn standaardformulieren ontworpen.

### Wijzigingen per 1 juli 2023
- De looptijd van het Wsnp-traject is ingekort van 3 naar 1,5 jaar, een langere termijn is mogelijk.
- De duur van de Wsnp begint al te lopen tijdens het minnelijke traject als de schuldenaar maximaal aflost aan de gezamenlijke schuldeisers, zoals hij zou moeten aflossen na uitspreken van de Wsnp.
- De termijn waarbinnen de schuldenaar te goeder trouw moet zijn geweest bij het laten ontstaan en of het onbetaald laten van de schulden, wordt verkort van 5 naar 3 jaar.
- In de oude situatie gold dat mensen die binnen 10 jaar na een Wsnp-traject opnieuw in de problematische schulden kwamen, waren uitgesloten van de wettelijke schuldsanering. Deze termijn is vervallen.

## Verplichtingen in de schuldsaneringsregeling
De schuldenaar heeft de volgende verplichtingen:
- De rechter-commissaris stelt een vrij te laten bedrag vast. De hoogte van dit bedrag hangt af van bijvoorbeeld de gezinssituatie en van een aantal vaste lasten. Het vrij te laten bedrag ligt meestal iets hoger dan de beslagvrije voet. Het inkomen boven het vrij te laten bedrag moet iedere maand op de boedelrekening worden gestort. Stel het inkomen is € 2000 per maand en het vrij te laten bedrag is € 1500, dan moet dus iedere maand € 500 op de boedelrekening worden gestort. Een erfenis maar ook een belastingteruggave (om een paar voorbeelden te noemen) komt in zijn geheel ten goede aan een zogenaamde boedelrekening.
- De schuldenaar mag geen nieuwe bovenmatige schulden laten ontstaan.
- De schuldenaar moet zo veel mogelijk inkomen zien te vergaren. Als hij in staat is om te werken, moet hij dat ook doen, althans laten zien dat hij actief op zoek is naar werk. Alleen indien wordt aangetoond dat de schuldenaar arbeidsongeschikt is, vervalt deze verplichting. Dat betekent ook in praktijk dat iemand zonder inkomen of in een situatie waarin zijn inkomen hoe dan ook onvoldoende is om zijn maandlasten te dekken, niet wordt toegelaten, tenzij hij bereid en in staat is hier verandering in aan te brengen.
- De schuldenaar moet de bewindvoerder gevraagd en ongevraagd informeren over alles dat voor de schuldsaneringsregeling van belang is, bijvoorbeeld een verandering van het inkomen of een verhuizing.

Indien de schuldenaar zich niet aan deze verplichtingen houdt kan de rechtbank de regeling tussentijds beëindigen. De schuldenaar gaat in dat geval failliet. De rechtbank kan ook weigeren de schone lei te geven. De schuldenaar gaat in dat geval niet failliet maar de schulden blijven wel gewoon bestaan.

## Controle - bewindvoering
De door de Rechtbank aangestelde bewindvoerder ziet er op toe dat de saniet zijn verplichtingen nakomt. Hij beheert de boedelrekening waarop het geld staat dat wordt afgelost aan de schuldeisers) en hij rapporteert aan de rechter-commissaris. Er geldt een postblokkade die minimaal het eerste jaar van de sanering loopt, daarna kan deze op verzoek van de bewindvoerder worden opgeheven. Ook kan de bewindvoerder een huisbezoek afleggen wanneer het hem schikt. De saniet is verplicht om de bewindvoerder overal toe te laten, en alle informatie te verschaffen die de bewindvoerder vraagt.

## Schuldeisers
Voor schuldeisers betekent de Wsnp dat zij worden gedwongen om mee te werken aan de sanering. Gedurende de looptijd van de sanering kunnen er geen beslagen worden gelegd, en wordt de rente over de vorderingen stilgezet.

## Bij faillissement
Wanneer een faillissement van een natuurlijk persoon wordt aangevraagd, kan die zich verweren met de indiening van een verzoek om tot de schuldsaneringsregeling te worden toegelaten. Als hij dat doet, wordt eerst dat verzoek behandeld en wordt hij toegelaten, vervalt het verzoek tot faillietverklaring. Wordt hij niet toegelaten, dan gaat de behandeling van het verzoek tot faillietverklaring weer door.

## Ondernemers
De Wsnp is geschreven voor natuurlijke personen, die schulden hebben gemaakt, bijvoorbeeld bij een ernstige inkomstenterugval door ontslag of arbeidsongeschiktheid. Ondernemers met een eenmanszaak of een Vennootschap onder firma (vof), zijn ook natuurlijke personen, dus zij kunnen ook gebruikmaken van de Wsnp. Ondernemers die vanuit een rechtspersoon (BV, NV, en dergelijke.) opereren, kunnen gebruikmaken van de Wsnp wanneer de rechtspersoon geliquideerd en opgeheven is en zij al dan niet als gevolg daarvan in een problematische schuldsituatie verkeren.
Een voorbeeld zijn de gedupeerde veehouders die door varkenspest en mond-en-klauwzeer failliet raakten. Vergelijkbaar zijn jonge ondernemers wier onderneming door te veel privé-opnames failliet gaat.

## Buitenland
Het is mogelijk dat de schuldenaar niet in Nederland woont. In beginsel wordt dan de toegang tot de Wsnp problematisch. Het verzoek dient namelijk in principe via de gemeente te worden gedaan, maar die werkt slechts voor zijn eigen burgers. Het komt een enkele keer voor dat de laatste gemeente waar de persoon voor zijn emigratie woonde deze persoon wil helpen, maar in praktijk hangt dit af van de situatie en de welwillendheid van de gemeente.
Wel kan men een direct verzoek aan de rechtbank richten, maar ook hier zijn complicaties omdat onder andere een postblokkade en toezicht van de bewindvoerder moeilijker, zo niet onmogelijk worden. Ook is het maar de vraag of de 'schone lei' buiten Nederland wordt geaccepteerd. In veel gevallen zal de schuldenaar daarom aangewezen zijn op de insolventieregeling in zijn woonland. Dit kan vervelend uitpakken als het woonland een nadeliger insolventieregeling kent die de schuldenaar bijvoorbeeld niet de mogelijkheid van een 'schone lei' biedt. Toelating is op zich wel denkbaar als de schuldenaar nog wel in Nederland werkt, zal verhuizen naar Nederland, of hiertoe bereid is.
Het is ook denkbaar dat de schuldenaar tijdens het Wsnp-traject een baan krijgt aangeboden waarvoor hij naar het buitenland moet verhuizen. Wanneer het inkomen hierdoor zal stijgen zal de schuldenaar op zich op dit aanbod in dienen te gaan, maar de verminderde controlemogelijkheden buiten Nederland vormen een complicatie. De schuldenaar zal hier waarschijnlijk strikte afspraken over moeten maken met de bewindvoerder, en het inkomensvoordeel zal hierbij moeten worden afgewogen tegen het risico dat de schuldenaar misbruik van de situatie maakt.
Het is denkbaar dat buitenlandse schuldeisers zich zullen trachten te verzetten tegen een Nederlandse procedure. In de Europese Unie (met uitzondering van Denemarken), geldt overigens de Europese Insolventieverordening, waardoor EU-lidstaten elkaars insolventieprocedures moeten erkennen. Een schone lei zal dus ook gelden jegens een Spaanse of een Duitse crediteur. De schuldenaar dient wel bij de rechtbank in het desbetreffende land een schone lei aan te vragen op basis van het beëindigingvonnis in Nederland is gewezen.
Denemarken en niet-EU lidstaten vallen niet onder de Insolventieverordening. Schulden uit die landen zullen hierdoor tijdens de duur van de Wsnp niet in Nederland afdwingbaar zijn, hoewel het wel mogelijk is dat deze schuldeisers zich via hun eigen rechtssysteem op buitenlandse vermogensbestanddelen gaan verhalen. Na beëindiging van de Wsnp worden deze schulden, ook in Nederland, weer opeisbaar, en moet de schuldenaar doorgaan met afbetaling.

## Kritiek
De Wsnp is gericht op het liquideren van het gehele vermogen ten behoeve van schuldeisers. Een akkoord is vaak ook niet mogelijk, omdat preferente schuldeisers als de fiscus vaak dwars liggen. Dit is uit het oogpunt van de maatschappij erg jammer, en leidt tot kapitaalvernietiging.
Tot juli 2010 werd de nihilstelling voor kinderalimentatie in principe altijd verleend, dit betekende vaak dat het (vroegere) gezin van de saniet ook in de financiële problemen kon komen. In juli 2010 zijn de nieuwe Recofa Richtlijnen van kracht geworden. Hierin is bepaald dat er bij een Wsnp- of minnelijke regeling in principe wel kinderalimentatie betaald moet worden, tot een maximum van 136 euro per kind.
Sinds het arrest van de Hoge Raad in november 2012 is deze handelwijze echter niet meer toegestaan en dient standaard weer nihilstelling gevraagd te worden als de ex- partner niet vrijwillig instemt met nihilstelling. Deze wordt in een schuldsaneringstraject vrijwel altijd verleend; alleen in zeer bijzondere gevallen zal worden toegestaan alimentatie te blijven betalen met correctie in het Vtlb. Er is gedurende de Wsnp geen draagkracht voor de saniet, ook niet voor de minimale 25 euro per kind per maand.

## Schuldhulpdienstverlening
Er zijn gespecialiseerde bedrijven en personen die diensten aanbieden in het kader van schuldsanering of schuldhulpverlening. De wet schrijft enkele regels voor zoals een verplichte aansprakelijkheidsverzekering. De diensten zijn vrijgesteld van BTW, aldus de Hoge Raad.